# Ahuazotepec (kommun)
Ahuazotepec är en kommun i Mexiko.   Den ligger i delstaten Puebla, i den sydöstra delen av landet, 120 km nordost om huvudstaden Mexico City.
Följande samhällen finns i Ahuazotepec:
- Ahuazotepec
- Tejamaniles
- Santa Félix
- Ahuacatla
- Temaxcales
- La Ermita
- Manzanillas
- Ejido Mesa Chica